# Amblyeleotris guttata
Amblyeleotris guttata är en fiskart som först beskrevs av Fowler, 1938.  Amblyeleotris guttata ingår i släktet Amblyeleotris och familjen smörbultsfiskar. Inga underarter finns listade i Catalogue of Life.

## Bildgalleri

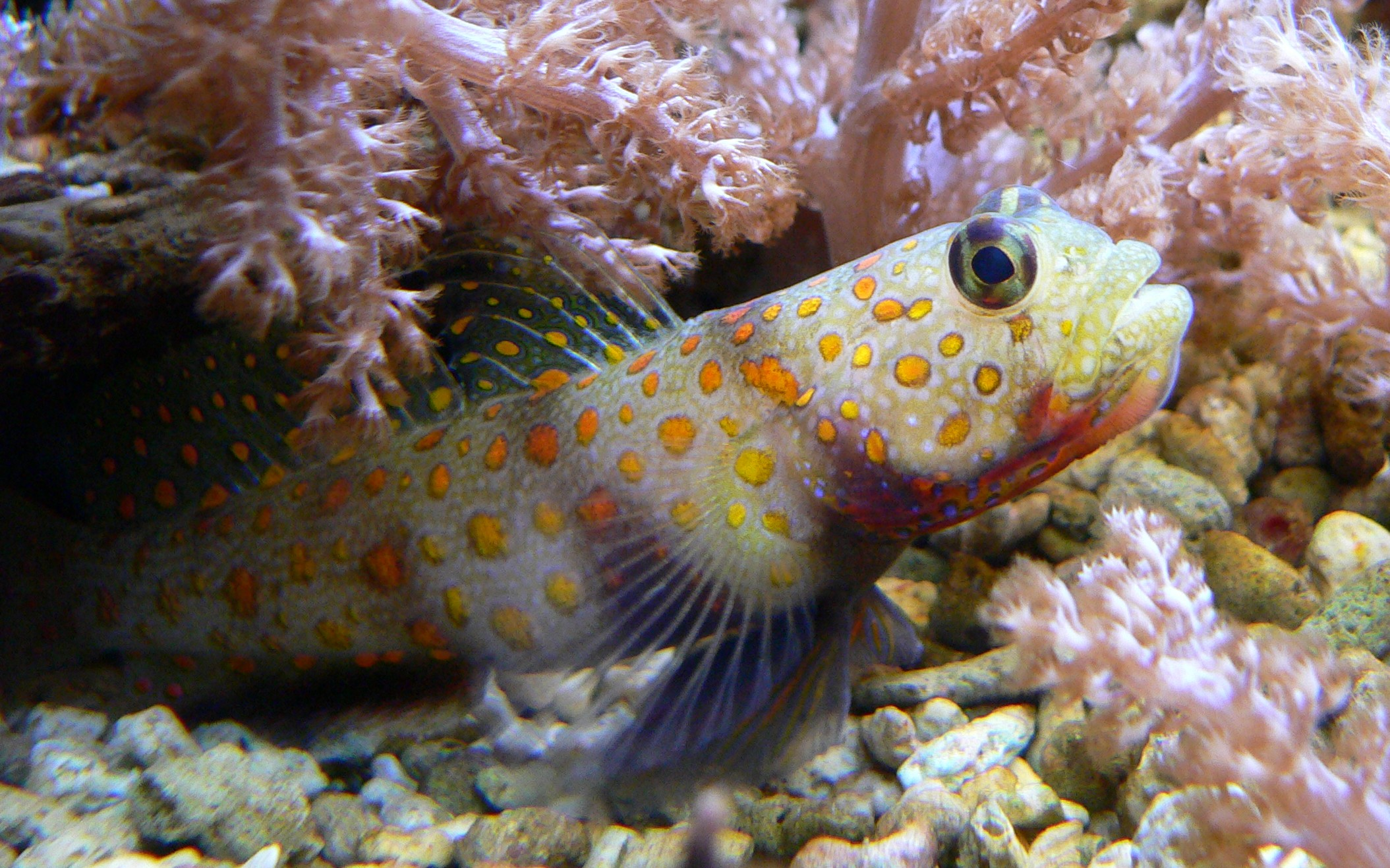